# Double Marginalization
Als double marginalization (Deutsch: Doppelte Marginalisierung) bezeichnet man den doppelten Preisaufschlag, welcher bei Gütern anzutreffen ist, die in einem mehrstufigen Produktionsprozess hergestellt werden, etwa Rohstoffgewinnung, Weiterverarbeitung und Verkauf. Werden die unterschiedlichen Produktionsstufen von verschiedenen Unternehmen betrieben und haben diese Marktmacht, zum Beispiel in Form eines Monopols, dann kommt es auf jeder Stufe zu einem erneuten Preisaufschlag. Dieser doppelte Preisaufschlag hat zur Folge, dass das Endprodukt einen höheren Preis hat, als dies der Fall wäre, wenn ein einzelnes Unternehmen die Kontrolle über den gesamten Produktionsprozess hätte. Eine Kette von Monopolen verursacht also Preise, die noch höher sind als der Monopolpreis eines vertikal integrierten Unternehmens.

## Ursache und Wirkung
Ursache der Preiserhöhung durch double marginalization ist der Umstand, dass der zweite Monopolist bei der Preiswahl nur den negativen Effekt einer Preiserhöhung auf den eigenen Gewinn berücksichtigt, welcher durch eine Reduktion der Verkaufsmenge bedingt ist. Nicht berücksichtigt wird die negative Externalität auf den ersten Monopolisten, denn eine Erhöhung des Gesamtpreises sorgt über den Nachfragerückgang auch für eine Senkung des Gewinns des ersten Unternehmens.
Dies hat zur Folge, dass double marginalization unter Wohlfahrtsgesichtspunkten als eindeutig negativ zu bewerten ist. Der doppelte Preisaufschlag führt im Vergleich zu einem einfachen Monopol dazu, dass der Gesamtgewinn der Unternehmen geringer ist, die Konsumenten einen höheren Preis bezahlen müssen und eine geringere Menge konsumiert wird. Sämtliche gesellschaftlichen Gruppen sind also strikt schlechter gestellt.

## Problemlösungen
Es gibt zahlreiche Mechanismen, double marginalization zu verhindern oder zumindest zu begrenzen. Zu diesen zählen unter anderem die folgenden.
- Vertikale Integration: Eine Fusion des betroffenen Unternehmens sorgt dafür, dass die Preissetzung aus gemeinschaftlicher Sicht der Unternehmen gewählt wird. Äquivalent hierzu ist ein Kartell des betroffenen Unternehmens.
- Franchise-Gebühr: Dabei verkauft das erste Unternehmen dem zweiten das Recht, ihre Produkte zu vertreiben, durch einen Einmalpreis, die so genannte Franchise-Gebühr, welche unabhängig von der vertriebenen Menge ist. Zusätzlich wird ein Preis pro verkauftem Stück berechnet. Wird dieser Stückpreis so gewählt, dass er genau den Grenzkosten der Herstellung entspricht, ist es für das zweite Unternehmen optimal, den Monopolpreis für das Endprodukt zu wählen. Gewinne macht das erste Unternehmen hier nur über die Franchise-Gebühr.
- Nicht-lineare Preissetzung: Hierbei verlangt das erste Unternehmen nicht einen mengenunabhängigen Preis pro Stück, sondern macht den Stückpreis abhängig von der verkauften Gesamtmenge. Ist das Rabattschema optimal gewählt, entspricht es genau der Franchiselösung.
- Preisbindung der zweiten Hand (resale price maintenance): Hier schreibt das erste Unternehmen dem zweiten den Verkaufspreis für das Endprodukt vor.
- Wettbewerb: Vertreibt ein Hersteller seine Produkte über konkurrierende Händler, sorgt der Wettbewerb unter diesen für eine Senkung des zweiten Preisaufschlages.

Man beachte, dass obige Mechanismen lediglich das Problem der double marginalization lösen. Aus Sicht der Gesamtwohlfahrt bleibt jedoch das Problem der Monopolpreissetzung bestehen. Des Weiteren sei darauf hingewiesen, dass einige Mechanismen, etwa ein Zusammenschluss oder ein Kartell der Unternehmen, bei horizontalen Unternehmensbeziehungen wettbewerbspolitisch kritisch zu beurteilen sind. In den hier erörterten vertikalen Beziehungen haben sie jedoch den Vorteil, den doppelten Preisaufschlag zu verhindern. Eine kartellrechtlich tragfähige Lösung kann eine resale price maintenance in Form einer Höchstpreisbindung sein.